# Bacula
Bacula je open source systém určený pro firmy, sloužící k zálohování dat v heterogenních sítích. Je navržen tak, aby zautomatizoval zálohovací proces, u kterého je často vyžadován zásah administrátora či technika.
Bacula podporuje zálohovací klienty Linux, Unix, Windows, macOS a řadu dalších profesionálních zálohovacích zařízení, včetně páskových knihoven. Systém lze konfigurovat přes příkazový řádek, grafické uživatelské rozhraní nebo webové rozhraní; tam se data ukládají pomocí MySQL, PostgreSQL nebo SQLite.

## Přehled
Bacula je sada programů pro správu zálohování, obnovení a ověření počítačových dat skrze síť, poskytující záložní řešení pro různé operační systémy.
Má otevřený zdrojový kód a je vydán pod licencí AGPL verze 3, s výjimkou propojení s OpenSSL.
Tento systém je dostupný pod "dvojitou" licencí - AGPLv3 nebo proprietární licencí. Některé verze nabízí komerční podporu pro AGPL "Bacula community version", zatímco Bacula Systems prodává různé úrovně roční smlouvy pro "Bacula Enterprise Edition", která obsahuje různé non-GPL komponenty, vytvořené podomácku.
Stejně jako u jiných dvojitých licencí programů, jsou komponenty vytvořené pro Bacula Enterprise Edition po určité době uvolňovány do Bacula Community na proprietární verzi.
Od dubna 2002 má Bacula na svém kontě přes 2 miliony stažení, díky čemuž je nestahovanějším open source zálohovacím programem.
Ochranná známka Bacula® je registrovaná společností Kern Sibbald.

## Vlastnosti

### Síťové nastavení
- TCP/IP - komunikace klient–server používá standardní porty a služby místo RPC pro NFS, CIFS, apod.; to usnadňuje správu firewallu a zabezpečení sítě
- CRAM-MD5 - nastavitelná klient–server autentizace
- GZIP/LZO - komprese na straně klienta pro redukci šířky pásma sítě; běží odděleně od hardwarové komprese
- TLS - šifrování síťové komunikace
- MD5/SHA - ověření celistvosti souboru
- CRC - ověření integrity bloku dat
- PKI - šifrování záložních dat

### Nastavení klienta
- POSIX ACL - potřebné pro obnovení Windows NT ACE a Samba serverů
- Unicode/UTF-8 - multiplatformní názvy souborů
- VSS
- LVM
- LFS - zálohuje soubory větší než 2GiB
- raw - zálohovací zařízení bez souborového systému

## Historie
| Datum            | Událost                                         |
| ---------------- | ----------------------------------------------- |
| Leden 2000       | Zahájení projektu                               |
| 14. duben, 2002  | První vydání na SourceForge (verze 1.16)        |
| 29. června, 2006 | Vydání verze 1.38.11 (Finální verze 1 - vydání) |
| Leden 2007       | Vydání verze 2.0.0                              |
| Září 2007        | Vydání verze 2.2.3                              |
| Červenec 2008    | Vydání verze 2.4.0                              |
| Duben 2009       | Vydání verze 3.0.0 + nové funkce                |
| Leden 2010       | Vydání verze 5.0.0 + nové funkce                |
| Září 2010        | Vydání verze 5.0.3                              |
| Leden 2012       | Vydání verze 5.2.4 + nové funkce                |
| Únor 2012        | Vydání verze 5.2.6                              |
| Červen 2012      | Vydání verze 5.2.9                              |
| Únor 2013        | Vydání verze 5.2.13                             |
| Červenec 2014    | Vydání verze 7.0.5 + nové funkce                |